# 杰弗里·詹德里克
杰弗里·詹德里克（英語：Jeffrey Jendryk，1995年9月15日—），美国男子排球运动员，2018年世界男子排球锦标赛铜牌得主、2019年世界杯男子排球赛铜牌得主、2024年夏季奥林匹克运动会男子铜牌得主。